# Chiesa di Sant'Anna (Quiliano)
La chiesa di Sant'Anna è luogo di culto cattolico situato nella frazione di Cadibona, lungo la strada statale 29 del Colle di Cadibona, nel comune di Quiliano in provincia di Savona. La chiesa è sede della parrocchia omonima facente parte del vicariato di Savona della diocesi di Savona-Noli.

## Storia e descrizione

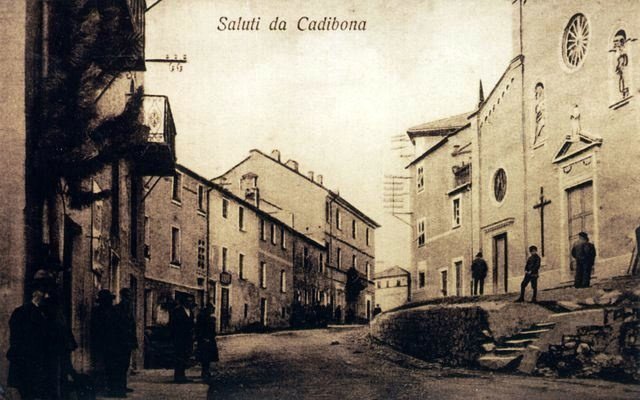
La chiesa di Cadibona in una foto di fine Ottocento e primo Novecento

Una prima cappella utilizzata come oratorio fu edificata durante il primo ventennio del Seicento. La cappella fu benedetta il 26 gennaio 1625 e dedicata a sant'Anna e sant'Antonio. L'edificio si presentava a navata unica (corrispondente all'attuale navata sinistra) con campanile in facciata.
Nel corso degli anni successivi fu evidente la necessità di istituire una nuova parrocchia in loco, separata dalla parrocchia di San Lorenzo di Quiliano, che venne eretta il 18 settembre 1797. Tra il 1826 e il 1860 la chiesa fu ampliata con la costruzione delle tre navate, successivamente allungate.
Oggi si presenta con abside semicircolare dotato di altare maggiore in marmo e coro ligneo, due presbiteri minori a pianta quadrata in testata alle navate laterali, volta a tutto sesto decorata nel 1897 da Federico Dagnino. Tra le sculture lignee da notare un crocefisso processionale, restaurato nel 2011, forse opera di Stefano Murialdo. La facciata è stata realizzata nel 1905.

## L'organo
Costruito nel 1870 da Nicomede Agati e Fratelli di Pistoia, opera numero 540, collocato originariamente in cantoria, sopra l'ingresso principale, è attualmente posto in abside, sul pavimento; si struttura in una cassa lignea dipinta di semplice fattura.
La facciata è composta da 23 canne, con labbro superiore a mitria ordinate a cuspide con ali, dal Re2 del Principale Basso. Le bocche seguono un andamento contrario alle cuspidi.
La tastiera è di 50 tasti in bosso dal Do1 (prima ottava) al Fa5; prima ottava corta con registro fisso di 8'.
I primi 8 tasti sono uniti all'ottava superiore.
La pedaliera a leggio è composta da 10 pedali, dal Do1 al Si1 dell'ottava corta + Re diesis2 e Sol diesis2, costantemente uniti alla tastiera. 
I registri vengono inseriti tramite tiranti a pomello posti verticalmente a destra della tastiera. Scritte a mano:
- Principale Basso,
- Principale Soprano
- Ottava
- Decima V
- Decima IX
- Vigesima II
- Vigesima VI e IX
- Cornetto (3f)
- Trombe Basse
- Trombe Soprane
- Voce Angelica
- Flauto Basso
- Flauto Soprano
- Ottavino

Divisione tra bassi e soprani ai tasti Fa3 – Fa diesis3
Sulla sinistra dei registri un tirante aziona il Tiratutti del Ripieno e, più in basso, una manetta inserisce le Campanette, poste dietro il pannello sopra la tastiera.
Di seguito alla pedaliera, un pedaletto aziona il tiratutti del ripieno e quattro pedali azionano rispettivamente: Timpano, Uccelliera, Campanette e Ottavino.
Mantici: 2 a cuneo, a 6 pieghe, con pesi originali, azionati tramite funi e carrucole dall'ala destra; alimentati da un elettro-ventilatore.
Somiere maestro a tiro. Canne interne con bocche sotto il crivello.